# Rémi Drolet
Rémi Drolet (Trail, 31 agosto 2000) è un fondista canadese.

## Biografia
Attivo in gare FIS dal dicembre del 2015, Drolet ha esordito in Coppa del Mondo il 24 marzo 2019 a Québec (51º), ai Campionati mondiali a Oberstdorf 2021, dove si è classificato 52º nella 15 km, 31º nella 50 km, 56º nella sprint, 39º nello skiathlon e 10º nella staffetta, e ai Giochi olimpici invernali a Pechino 2022, dove si è piazzato 33º nella 15 km, 35º nella 50 km, 11º nella staffetta e non ha completato lo skiathlon.

## Palmarès

### Mondiali juniores
- 1 medaglia:
  - 1 argento (staffetta a Oberwiesenthal 2020)

### Coppa del Mondo
- Miglior piazzamento in classifica generale: 162º nel 2024